# 3G ハイスピード
3Gハイスピードはソフトバンクモバイルが提供している第三世代携帯電話「SoftBank 3G」の第3.5世代携帯電話サービスで、HSDPA、HSUPA方式を利用している。最大受信14.4Mbps、送信5.76Mbpsのデータ通信サービス。

## 概要
2006年10月14日より、X01HTの発売と同時にHSDPAサービスを開始した。
下りの通信速度は、最初は最大3.6Mbpsであった。2008年11月下旬より3Gハイスピード対応エリアの一部から下り最大7.2Mbpsに対応している。2011年6月4日より、SoftBank 006SHから下り14.4Mbpsに対応。
上りの通信速度は、最初は最大384kbps。2009年冬以降に発売される端末の一部は上り1.4MbpsのHSUPAに対応している。2010年より、iPhone 4などから、上り5.76Mbpsにも対応。一部上り最大2.0Mbpsの端末もある。
NTTドコモはFOMAハイスピード、イー・モバイルはEMモバイルブロードバンドの名称で、同様のサービスを行っている。

### WILLCOM CORE 3G
2010年10月より、当網のMVNOとして、WILLCOM CORE 3Gのラインナップに追加された（ただし、従前のFOMAハイスピード網を利用したサービスの新規受付を終了している）。ただし、ソフトバンクモバイルが提供するホームアンテナFTにはいずれの端末を用いた場合であっても対応していない。

### ULTRA SPEED
2011年7月8日より、1.5GHz帯を利用してDC-HSDPA（HSPA+を含む）サービスを、ULTRA SPEEDというブランドで提供を開始した。下り最大42Mbps(誤り訂正符号を含む)。
- サービスエリア：政令指定都市および県庁所在地を中心にエリアを順次拡大していく予定。
- 料金
  - データフラットプラン for ULTRA SPEED - 月額4,980円
  - データし放題 for ULTRA SPEED - 月額1,400円～5,460円
- 対応機種：005HW、007Z et. al

## サービスエリア
エリアは下記の記述の通り、他社と比べ後れを取っているが理由としては次の点が挙げられる。
- ソフトバンク側は3Gハイスピードのエリア拡大より3Gの方をエリアの品質向上を優先していた。
- 開業当時は対応機種がそれ程多くなかった。かつ、対応機種にばらつきがあった。

なお、今後はハイスピードエリアの拡大に専念する方針ではあるが、完了予定年月は公表されていない。
2009年12月現在、HP上並びにソフトバンクカタログには、「下り最大3.6Mbps:全国の県庁所在地および主要都市（順次拡大中） 同7.2Mbps関東／東海／関西／東北／中国／四国／九州の一部エリア（順次拡大中）　上り最大1.4Mbps:東京の一部エリア（全国政令指定都市へ順次拡大予定）」と記載されている。（1年前の2008年1月のソフトバンクカタログには「全国の県庁所在地および主要都市、首都圏／16号線内、東海／名古屋市および周辺の主要都市、静岡市、関西／京阪神エリア」と記載されていたのと比較すると拡大はされているのが分かる。その後、実際には主要都市に限らずかなりのエリアに対応しているようではある。）
サービス開始から3年を経過しても3Gハイスピードのエリアマップの公開や今後のサービスエリア拡大のロードマップも示されていなかったが、「電波改善宣言」を発表し、サービスエリアの確認はソフトバンクショップ、またはお客さまセンターへの問い合わせに加えて、電波状況ピンポイント検索、サービスエリアマップでも確認出来るようになった。
ソフトバンクモバイルの宮川潤一取締役専務執行役CTOへのインタビューによれば、3G ハイスピード対応の基地局は、屋外基地局35,000局のうち、約30%ということが明らかになった。
人口カバー率は、2008年度（2009年3月期）第1四半期連結決算発表会において、現在70%であることが公表された。同会の席上で、孫正義社長は「しばらくのうちに95%にまで増やしていく」としたが、実現時期のコミットメントはなく、現時点での実績も同業他社と比べて低い。
なお、NTTドコモのFOMAハイスピードは2008年12月末時点で100%、イー・モバイルは2008年6月時点で85%を達成し、2009年12月現在90％を超えている。

## 対応機種（発売予定機種含む）
2007年春モデルより9シリーズ初として911Tが対応し、夏モデル以降は9シリーズ標準対応となり、2008年夏モデルより全モデルが対応となる。
数値は、下り/上り（送受信）の最大通信速度。特に明記のない限り端末の通信速度は下り最大3.6Mbps、上り最大384kbpsである。

### SoftBank 3G
SoftBank 3Gの対応機種。
- 日本電気（NEC/NECカシオモバイルコミュニケーションズ）製
  - SoftBank 820N
  - SoftBank 821N
  - SoftBank 821N GLA
  - SoftBank 830N - 7.2Mbps/-
  - SoftBank 831N
  - SoftBank 840N
  - SoftBank 841N - 7.2Mbps/-
  - SoftBank 930N - 7.2Mbps/-
  - SoftBank 931N - 7.2Mbps/-
  - SoftBank 940N - 7.2Mbps/-
  - SoftBank 001N - 7.2Mbps/-
- パナソニック モバイルコミュニケーションズ製
  - SoftBank 823P（Tropical）
  - SoftBank 824P（MIRЯORⅡ）
  - SoftBank 830P
  - SoftBank 831P
  - SoftBank 832P - 7.2Mbps/-
  - SoftBank 840P（COLOR LIFE）
  - SoftBank 841P
  - SoftBank 842P - 7.2Mbps/-
  - SoftBank 920P（VIERAケータイ）
  - SoftBank 921P（VIERAケータイ）
  - SoftBank 930P（VIERAケータイ） - 7.2Mbps/-
  - SoftBank 931P（VIERAケータイ） - 7.2Mbps/-
  - SoftBank 940P（VIERAケータイ） - 7.2Mbps/-
  - SoftBank 941P（VIERAケータイ） - 7.2Mbps/-
  - SoftBank 942P（VIERAケータイ） - 7.2Mbps/-
  - SoftBank 001P（Lumix Phone） - 7.2Mbps/-
  - SoftBank 002P（COLOR LIFE 2）
  - SoftBank 103P（COLOR LIFE 3） - 7.2Mbps/-
  - SoftBank 301P（COLOR LIFE 4 WATERPROOF） - 7.2Mbps/-
  - COLOR LIFE 5 WATERPROOF - 7.2Mbps/-
- サムスン電子製
  - SoftBank 707SC II - 1.8Mbps/-
  - SoftBank 709SC - 1.8Mbps/-
  - SoftBank 731SC
  - SoftBank 740SC
  - SoftBank 805SC
  - SoftBank 820SC
  - SoftBank 821SC
  - SoftBank 840SC（AQUA STYLE） - 7.2Mbps/1.4Mbps
  - SoftBank 920SC（PHOTOS）
  - SoftBank 930SC（OMNIA） - 7.2Mbps/-
  - SoftBank 931SC（OMNIA pop） - 7.2Mbps/-
  - SoftBank 940SC（OMNIA VISION） - 7.2Mbps/-
  - SoftBank 941SC - 7.2Mbps/1.4Mbps
  - SoftBank 001SC - 7.2Mbps/1.4Mbps
- シャープ製
  - SoftBank 814SH
  - SoftBank 815SH
  - SoftBank 816SH
  - SoftBank 820SH（THE PREMIUM）
  - SoftBank 821SH（THE PREMIUM）
  - SoftBank 822SH（AQUOSケータイ）
  - SoftBank 823SH（THE PREMIUM TEXTURE）
  - SoftBank 824SH（THE PREMIUM WATERPROOF）
  - SoftBank 825SH（PANTONE SLIDE）
  - SoftBank 830SH（NEW PANTONE）
  - SoftBank 830SHs（GENT）
  - SoftBank 830SHe (for Biz) - 7.2Mbps/-
  - SoftBank 831SH
  - SoftBank 832SH
  - SoftBank 832SHs（GENT）
  - SoftBank 840SH（Jelly Beans）
  - SoftBank 841SH（THE PREMIUM6 WATERPROOF） - 7.2Mbps/1.4Mbps
  - SoftBank 841SHs（GENT） - 7.2Mbps/1.4Mbps
  - SoftBank 842SH（SOLAR HYBRID） - 7.2Mbps/1.4Mbps
  - SoftBank 843SH（かんたん携帯） - 7.2Mbps/1.4Mbps
  - SoftBank 912SH（AQUOSケータイ）
  - SoftBank 913SH（FULLFACE）
  - SoftBank 920SH（AQUOSケータイ）
  - SoftBank 920SH YK（株ケータイ）
  - SoftBank 921SH（FULLFACE 2）
  - SoftBank 922SH（インターネットマシン）
  - SoftBank 923SH（AQUOSケータイ）
  - SoftBank 930SH
  - SoftBank 931SH（AQUOSケータイ FULLTOUCH）
  - SoftBank 932SH（AQUOSケータイ）
  - SoftBank 933SH（AQUOS SHOT）
  - SoftBank 934SH（mirumo）
  - SoftBank 935SH（THE PREMIUM WATERPROOF）
  - SoftBank 936SH（SOLAR HYBRID）
  - SoftBank 940SH（AQUOS SHOT） - 7.2Mbps/1.4Mbps
  - SoftBank 941SH（AQUOSケータイ FULLTOUCH） - 7.2Mbps/1.4Mbps
  - SoftBank 942SH（THE PREMIUM5） - 7.2Mbps/1.4Mbps
  - SoftBank 943SH（AQUOSケータイ） - 7.2Mbps/1.4Mbps
  - SoftBank 944SH（mirumo2） - 7.2Mbps/1.4Mbps
  - SoftBank 945SH（AQUOS SHOT） - 7.2Mbps/1.4Mbps
  - SoftBank 001SH（PANTONE 3） - 7.2Mbps/1.4Mbps
  - SoftBank 002SH（AQUOS SHOT） - 7.2Mbps/1.4Mbps
  - SoftBank 004SH（THE PREMIUM7 WATERPROOF） - 7.2Mbps/1.4Mbps
  - SoftBank 008SH（かんたん携帯） - 7.2Mbps/1.4Mbps
  - SoftBank 105SH（PANTONE 4） - 7.2Mbps/1.4Mbps
  - SoftBank 108SH（かんたん携帯） - 7.2Mbps/1.4Mbps
  - SoftBank 109SH（THE PREMIUM 9 WATERPROOF） - 7.2Mbps/1.4Mbps
  - SoftBank 202SH（PANTONE WATERPROOF） - 7.2Mbps/1.4Mbps
  - SoftBank 301SH（THE PREMIUM 10 WATERPROOF） - 7.2Mbps/1.4Mbps
- 東芝製
  - SoftBank 823T
  - SoftBank 824T
  - SoftBank 830T(fanfun.2)
  - SoftBank 831T(fanfun.petit)
  - SoftBank 911T
  - SoftBank 912T
  - SoftBank 920T
  - SoftBank 921T（REGZAケータイ）
- カシオ計算機（カシオ日立モバイルコミュニケーションズ、現NECモバイルコミュニケーションズ）製
  - SoftBank 830CA
  - SoftBank 930CA（EXILIMケータイ） - 7.2Mbps/-
- ZTEジャパン製
  - SoftBank 840Z（かんたん携帯）
  - かんたん携帯8

### SoftBank Xシリーズ
SoftBank Xシリーズ（スマートフォン及びPocket PCの対応機種。
- 東芝製
  - SoftBank X01T - Pocket PC
  - SoftBank X02T（dynapocket） - 7.2Mbps/-。Pocket PC
- HTC製
  - SoftBank X01HT - 1.8Mbps/-。Pocket PC
  - SoftBank X02HT - 1.8Mbps/-
  - SoftBank X03HT
  - SoftBank X04HT（HTC Touch Diamond） - Pocket PC
  - SoftBank X05HT（HTC Touch Pro）- Pocket PC
  - SoftBank X06HT（HTC Desire）- 7.2Mbps/-
  - SoftBank X06HTII（HTC Desire）- 7.2Mbps/-
- サムスン電子製
  - SoftBank X01SC - 7.2Mbps/-
- ノキア製
  - SoftBank X02NK（Nokia N95） - Symbian OS S60

### SoftBank スマートフォンシリーズ
SoftBank スマートフォンシリーズ（スマートフォン及びタブレットデバイス）の対応機種。
- HTC製
  - SoftBank 001HT（HTC Desire HD）- 7.2Mbps/-
- シャープ製
  - SoftBank 003SH（GALAPAGOS） - 7.2Mbps/-
  - SoftBank 005SH（GALAPAGOS） - 7.2Mbps/-
  - SoftBank 006SH（AQUOS PHONE） - 14.4Mbps/5.76Mbps
  - SoftBank 007SH（AQUOS PHONE THE HYBRID） - 7.2Mbps/2.0Mbps
  - SoftBank 007SH J（AQUOS PHONE THE HYBRID） - 7.2Mbps/2.0Mbps
- パナソニック モバイルコミュニケーションズ製
  - SoftBank 003P（Sweety） - 7.2Mbps/5.76Mbps
- デル製
  - SoftBank 001DL（Dell Streak） - 7.2Mbps/-
- ZTE製
  - SoftBank 003Z（Libero） - 7.2Mbps/-
- ファーウエイ製
  - SoftBank 004HW - 7.2Mbps/-

### SoftBank C シリーズ
SoftBank C シリーズ（データ通信端末）の対応機種。

#### ソフトバンクコネクトカード
- セイコーインスツル製
  - SoftBank C01SI

#### ソフトバンクコネクトUSB
- Sierra Wireless製
  - SoftBank C01SW - 7.2Mbps/-
  - SoftBank C02SW - 7.2Mbps/-
- Longcheer製
  - SoftBank C01LC - 7.2Mbps/-
  - SoftBank C02LC - 7.2Mbps/1.4Mbps
- ファーウエイ製
  - SoftBank C02HW - 7.2Mbps/1.4Mbps

#### ソフトバンクモバイルWi-Fiルーター
- ファーウェイ製
  - SoftBank C01HW（PocketWiFi） - 7.2Mbps/1.4Mbps(USIMカードを入れ替え、他社網を利用した場合、上り最大5.7Mbps)。

#### ネットブック
- レノボ製
  - IdeaPad S10 - 7.2Mbps/-

### Photovisionシリーズ
Photovisionシリーズ（デジタルフォトフレーム）の対応機種
- ファーウェイ製
  - 003HW - 受信のみ。

### メーカブランド
メーカブランド（SoftBankブランドではない端末）の対応機種。
- ノキア製
  - Nokia N82
- Apple製
  - iPhone 3G
  - iPhone 3GS - 7.2Mbps/-
  - iPhone 4 - 7.2Mbps/5.7Mbps
  - iPhone 4S - 14Mbps/5.7Mbps
  - iPhone 5 - 21Mbps/5.7Mbps（SoftBank 4G LTE対応）
  - iPad（Wi-Fi + 3Gモデル） - 7.2Mbps
  - iPad 2（Wi-Fi + 3Gモデル） - 7.2Mbps
  - iPad (第3世代)（Wi-Fi + 3Gモデル） - 21Mbps
- ソニー製
  - DPF-NS70（S-Frame） - デジタルフォトフレーム。7.2Mbps（受信のみ）。

### WILLCOM CORE 3G（ウィルコムMVNO）
WILLCOM CORE 3G（ウィルコムMVNO）の対応機種。
- ネットインデックス製
  - HX004IN - 7.2Mbps/1.4Mbps
- ZTE製
  - HX007ZT - 7.2Mbps/1.4Mbps
  - SoftBank 003Z　- 7.2Mbps/5.7Mbps（ウィルコムでの販売については、WX01NXないしはWX350Kとの抱き合わせ販売で購入し、かつ基本料金プランは新ウィルコム定額プランGSでの設定を要する。003Zでの音声通話および海外利用はこの契約では不可だが、それ以外はソフトバンクモバイルで契約した場合とほぼ同様の利用が可能）
- シャープ製
  - WS027SH S - 7.2Mbps/1.4Mbps
- デル製
  - SoftBank 001DL　- 7.2Mbps/5.7Mbps（ウィルコムでの販売については、WX130Sとの抱き合わせ販売で購入し、かつ基本料金プランは新ウィルコム定額プランGSでの設定を要する。001DLでの音声通話および海外利用はこの契約では不可だが、それ以外はソフトバンクモバイルで契約した場合とほぼ同様の利用が可能）